# Batalha de Alcácer do Sal
Batalha da Guerra Civil Portuguesa travada a 2 de Novembro de 1833 no local de Barrosinha (a curta distância de Alcácer do Sal), que se saldou por uma retumbante vitória do exército miguelista sobre o exército liberal.
Comandados pelo General José António de Azevedo Lemos, os miguelistas conseguiram empurrar os seus inimigos para um terreno cheio de lodo, impondo-lhes então uma pesada derrota.
Diz-se que, nesta batalha, o exército liberal terá perdido mais homens do que na totalidade das restantes contendas da guerra. Obviamente, à falta de provas concretas de que assim foi, esta afirmação deve ser encarada com extrema cautela, soando a uma tentativa, da parte dos historiadores liberais, de minimizar as outras baixas sofridas pelo exército liberal em todas as restantes batalhas deste conflito.
Ligado a esta batalha está também o fuzilamento sumário, por crime de alta traição, de 26 oficiais liberais, comandados pelo fidalgo e militar Francisco de Paula Botelho de Moraes Sarmento,que foram aprisionados pelos vencedores (outros 3 foram indultados). Com efeito, à luz do código militar, os ditos oficiais, tendo desertado do exército português para fazer guerra ao mesmo num exército considerado rebelde, incorriam na pena de morte. Por outro lado, havia entre os miguelistas uma enorme sede de vingança face ao massacre de que um grupo de companheiros de armas seus tinham sido vítimas depois de aprisionados pelos liberais em Panóias (14 de Agosto de 1833). Os 26 condenados foram assim executados dois dias após a batalha, num episódio que viria a ser conhecido como "massacre de Algalé". Este episódio foi, sem dúvida, mais um dos muitos em que os ódios entre as duas facções contendoras resultaram em actos de extrema dureza de parte a parte.